# Norge – et dikt i billeder
Norge – et dikt i billeder är en norsk dokumentärfilm från 1938 i regi av Julius Sandmeier.
Filmen skildrar bland annat Nordnorge. Den producerades av bolaget Kommunenes filmcentral med Sandmeier som producent. Manus skrevs av Gusse Fichter, förutom prologen som skrevs av Ellinor Hamsun. Filmen fotades av Sandmeier och klipptes av Fichter. Musiken komponerades av Karl Eisele och framfördes av Wiener Tonkünstler Orchester. Filmen premiärvisades den 3 november 1938 i Norge.